# NGC 2605
NGC 2605 (również PGC 2424112) – galaktyka spiralna (S), znajdująca się w gwiazdozbiorze Wielkiej Niedźwiedzicy. Odkrył ją 11 marca 1858 roku R.J. Mitchell – asystent Williama Parsonsa.